# Begonia jingxiensis
Begonia jingxiensis là một loài thực vật có hoa trong họ Thu hải đường. Loài này được D.Fang & Y.G.Wei mô tả khoa học đầu tiên năm 2004.